# Grandes chutes d'Akiu
Les grandes chutes d'Akiu (秋保大滝, Akiu Ōtaki) se trouvent à Sendai dans la préfecture de Miyagi au Japon. Elles sont classées lieu de beauté pittoresque de niveau national,.

## Source de la traduction
- (en) Cet article est partiellement ou en totalité issu de l’article de Wikipédia en anglais intitulé « Akiu Great Falls » (voir la liste des auteurs).